# The Woman in Me (álbum)
The Woman in Me (en español La Mujer en Mi) es el segundo álbum de estudio grabado por la cantante country canadiense Shania Twain lanzado en 1995. El álbum ha sido certificado de 12 discos de platino por la RIAA, lo que quiere decir que ha vendido 12 millones de copias aproximadamente sólo en los Estados Unidos.
En 1996 el disco ganó un Grammy en la categoría Mejor Álbum Country.

## Lista de canciones
Todas las canciones fueron compuestas por Shania Twain y Robert John "Mutt" Lange, excepto "You Win My Love" que fue compuesta solo por Robert John "Mutt" Lange y "Leaving Is the Only Way Out" que fue compuesta solo por Shania Twain.
1. "Home Ain't Where His Heart is (Anymore)" – 4:12
2. "Any Man of Mine" – 4:07
3. "Whose Bed Have Your Boots Been Under?" – 4:25
4. "(If You're Not in It for Love) I'm Outta Here!" – 4:30
5. "The Woman in Me (Needs the Man in You)" – 4:50
6. "Is There Life After Love?" – 4:39
7. "If It Don't Take Two" – 3:40
8. "You Win My Love" – 4:26
9. "Raining on Our Love" – 4:38
10. "Leaving Is the Only Way Out" – 4:07
11. "No One Needs to Know" – 3:04
12. "God Bless the Child" – 1:30

Bonus Track Segunda Edición
13."You Win My Love"  (remix edit)
14. "Medley"  ("Home Ain't Where His heart Is (Anymore)/"The Woman in Me"/"You've Got a Way (live & direct TV mix) "
15. "(If You're Not In It For Love) I'm Outta Here! (remix)"
16. "God Bless The Child  (video)"

## Cronología de sencillos

### Norteamérica Audiencias Country
1. "Whose Bed Have Your Boots Been Under?" (Top 20)
2. "Any Man of Mine" (#1)
3. "The Woman in Me (Needs the Man in You)" (Top 20)
4. "(If You're Not in It for Love) I'm Outta Here!" (#1)
5. "You Win My Love" (#1)
6. "No One Needs to Know" (#1)
7. "Home Ain't Where His Heart is (Anymore)" (Top 30)
8. "God Bless the Child" (Top 50)

| Lista             | Posición |
| ----------------- | -------- |
| EE.UU Country     | 1        |
| EE.UU Heatseekers | 2        |
| EE.UU             | 5        |
| Noruega           | 5        |
| Reino Unido       | 7        |
| Canadá            | 17       |
| Australia         | 17       |
| Nueva Zelanda     | 38       |
| Alemania          | 72       |

| Listas         | Certificación           | ventas     |
| -------------- | ----------------------- | ---------- |
| Estados Unidos | 12x Platino/1x Diamante | 12,000,000 |
| Canadá         | 2x Diamante             | 2,000,000  |
| Reino Unido    | Platino                 | 300,000    |
| Australia      | 2x Platinum             | 140,000    |